# Thomas Myhre
Thomas Myhre (ur. 16 października 1973 w Sarpsborgu) – norweski piłkarz, który występował na pozycji bramkarza.

## Kariera klubowa
Piłkarską karierę Myhre rozpoczął w klubie Moss FK, którego był zawodnikiem do końca 1992 roku. W 1993 roku przeszedł do Vikinga. Tam przez 5 sezonów był pierwszym bramkarzem, ale nie osiągnął większych sukcesów w lidze norweskiej. Jednak jego postawa nie przeszła niezauważona przez menedżera angielskiego Evertonu Howarda Kendalla i 27 listopada 1997 Myhre podpisał kontrakt z tym klubem. W Premiership zadebiutował 6 grudnia w zremisowanym 0:0 spotkaniu z Leeds United. W „The Toffies” Norweg zastąpił Walijczyka Neville’a Southalla i przez dwa sezony był podstawowym bramkarzem zespołu. W 1999 roku stracił miejsce w składzie na rzecz Paula Gerrarda i został wypożyczony najpierw do Birmingham City z Division One, a następnie do szkockiego Rangers F.C., z którym wywalczył zarówno mistrzostwo Szkocji, jak i Puchar Szkocji. Natomiast jesienią 2000 występował w duńskim FC København, by w trakcie sezonu trafić na kilka tygodni do Tranmere Rovers.
W listopadzie 2001 Myhre przeniósł się do tureckiego Beşiktaşu JK, który zapłacił za niego 375 tysięcy funtów. Tam grał na zmianę z Fevzi Tuncayem, ale po sezonie powrócił do Anglii i został piłkarzem Sunderlandu. Na koniec sezonu 2002/2003 Sunderland spadł z Premiership, a Thomas przegrał rywalizację z Duńczykiem Thomasem Sørensenem i Austriakiem Jürgenem Macho. Natomiast w League Championship bronił Estończyk Mart Poom, a Myhre wypożyczono do Crystal Palace. W sezonie 2004/2005 był podstawowym bramkarzem Sunderlandu i awansował z nim do Premiership.
Po sezonie Myhre wrócił do Norwegii i przez krótki okres występował w drużynie Fredrikstad FK. 8 sierpnia 2005 podpisał umowę z Charltonem Athletic, do którego trafił na zasadzie wolnego transferu. Sezon później spadł z Charltonem z ligi, ale był już wówczas dublerem dla Scotta Carsona. Latem 2007 odszedł z londyńskiego klubu i po raz drugi w karierze został zawodnikiem Vikinga.
| Sezon   | Klub                | Kraj     | Rozgrywki                    | Mecze | Bramki |
| ------- | ------------------- | -------- | ---------------------------- | ----- | ------ |
| 1992    | Moss FK             | Norwegia | Adeccoligaen                 | ?     | ?      |
| 1993    | Viking FK           | Norwegia | Tippeligaen                  | 22    | 0      |
| 1994    | Viking FK           | Norwegia | Tippeligaen                  | 22    | 0      |
| 1995    | Viking FK           | Norwegia | Tippeligaen                  | 24    | 0      |
| 1996    | Viking FK           | Norwegia | Tippeligaen                  | 0     | 0      |
| 1997    | Viking FK           | Norwegia | Tippeligaen                  | 26    | 0      |
| 1997/98 | Everton F.C.        | Anglia   | Premiership                  | 22    | 0      |
| 1998/99 | Everton F.C.        | Anglia   | Premiership                  | 38    | 0      |
| 1999/00 | Birmingham City     | Anglia   | Division One                 | 7     | 0      |
| 1999/00 | Rangers F.C.        | Szkocja  | Scottish Premier League      | 3     | 0      |
| 1999/00 | Everton F.C.        | Anglia   | Premiership                  | 4     | 0      |
| 2000/01 | FC København        | Dania    | Superligaen                  | 14    | 0      |
| 2000/01 | Everton F.C.        | Anglia   | Premiership                  | 6     | 0      |
| 2000/01 | Tranmere Rovers     | Anglia   | Division One                 | 3     | 0      |
| 2001/02 | Beşiktaş JK         | Turcja   | Süper Lig                    | 13    | 0      |
| 2002/03 | Sunderland AFC      | Anglia   | Premiership                  | 2     | 0      |
| 2003/04 | Sunderland AFC      | Anglia   | Football League Championship | 4     | 0      |
| 2003/04 | Crystal Palace F.C. | Anglia   | Football League Championship | 15    | 0      |
| 2004/05 | Sunderland AFC      | Anglia   | Football League Championship | 31    | 0      |
| 2005    | Fredrikstad FK      | Norwegia | Tippeligaen                  | 3     | 0      |
| 2005/06 | Charlton Athletic   | Anglia   | Premiership                  | 20    | 0      |
| 2006/07 | Charlton Athletic   | Anglia   | Premiership                  | 1     | 0      |
| 2007    | Viking FK           | Norwegia | Tippeligaen                  | 9     | 0      |
| 2008    | Viking FK           | Norwegia | Tippeligaen                  | 9     | 0      |
| 2009    | Viking FK           | Norwegia | Tippeligaen                  | 28    | 0      |
| 2010    | Kongsvinger IL      | Norwegia | Tippeligaen                  | 20    | 0      |

## Kariera reprezentacyjna
W reprezentacji Norwegii Myhre zadebiutował 22 kwietnia 1998 roku w wygranym 2:0 towarzyskim spotkaniu z Danią. W tym samym roku został powołany przez selekcjonera Egila Olsena na Mistrzostwa Świata we Francji, na których będąc rezerwowym dla Frode Grodåsa, nie wystąpił w żadnym spotkaniu. W 2000 roku był pierwszym bramkarzem Norwegów podczas Euro 2000. Tam zagrał w trzech spotkaniach grupowych: z Hiszpanią (1:0), z Jugosławią (0:1) oraz ze Słowenią (0:0).